# Palazzo Hercolani (Bologna)
Il Palazzo Hercolani, talvolta ortografato Ercolani, è un grande palazzo storico in Strada Maggiore, nel centro storico di Bologna, sede della Facoltà di Scienze Politiche dell'Università di Bologna.

## Storia
Il palazzo venne edificato nel 1793 su disegno dall'architetto Angelo Venturoli per conto del marchese Filippo Hercolani, membro della potente famiglia senatoria bolognese, in sostituzione di precedenti edifici già appartenuti alle famiglie Muzza, Manzi e Nascentori.
Agli inizi dell'Ottocento, Astorre Hercolani fece realizzare il grande giardino interno, «ispirato ai grandi parchi europei di fine Settecento».
Nel 1973 Palazzo Hercolani venne acquistato dall'Università che ne portò avanti il restauro tra il 1989 e il 1992. A lavori ultimati l'edificio ospitò la Facoltà di Scienze Politiche che vi si trova tuttora.
Tra il 1995 e il 1997 l'Università commissionò nuovi interventi di restauro che interessarono lo scalone monumentale, il salone d'onore e una stanza "alla cinese".

## Architettura
Nel progetto di Palazzo Hercolani Venturoli seppe armonizzare elementi neoclassici a soluzioni di stampo barocco.
Lo scalone monumentale fu probabilmente l'ultimo della serie di scaloni che vennero commissionati per dare lustro ai palazzi nobiliari cittadini: decorato da statue in stucco a soggetto mitologico realizzate dal noto scultore neoclassico Giacomo De Maria, nella volta presenta la scenografica Gloria d'Ercole (o Apoteosi di Ercole) dipinta intorno al 1799 da Filippo Pedrini per le figure e da Davide Zanotti per le quadrature.
Al piano terra si conserva la più celebre delle "stanze paese" emiliane, dipinta da Rodolfo Fantuzzi nel 1810. Questa "Sala boschereccia" si affaccia sul grande giardino interno di ispirazione europea, creando un gioco di rimandi tra interno ed esterno. Il risultato piacque talmente ad Astorre Hercolani da far collocare al centro della Sala Boschereccia l'Amore e Psiche realizzato da Adamo Tadolini ad imitazione del gruppo scultoreo di Antonio Canova, un ulteriore dialogo simbolico con le statue del parco.
Al piano nobile si trovano la Sala dello Zodiaco, l'aula Poeti dell'università e il salone d'onore intitolato a Roberto Ruffilli, caratterizzato dall'allegoria di Apollo e le Ore, opera di Filippo Pedrini (figure) e di Flaminio Minozzi (ornati) del 1798. Degne di nota anche due stanze "alla cinese" di Vincenzo Armani e Davide Zanotti del 1803-1804.
Altre stanze contengono decorazioni e quadri di Giovanni Battista Frulli, Luigi Busatti, Antonio Basoli, Serafino Barozzi o ancora Pietro Fancelli.

## Galleria d'immagini

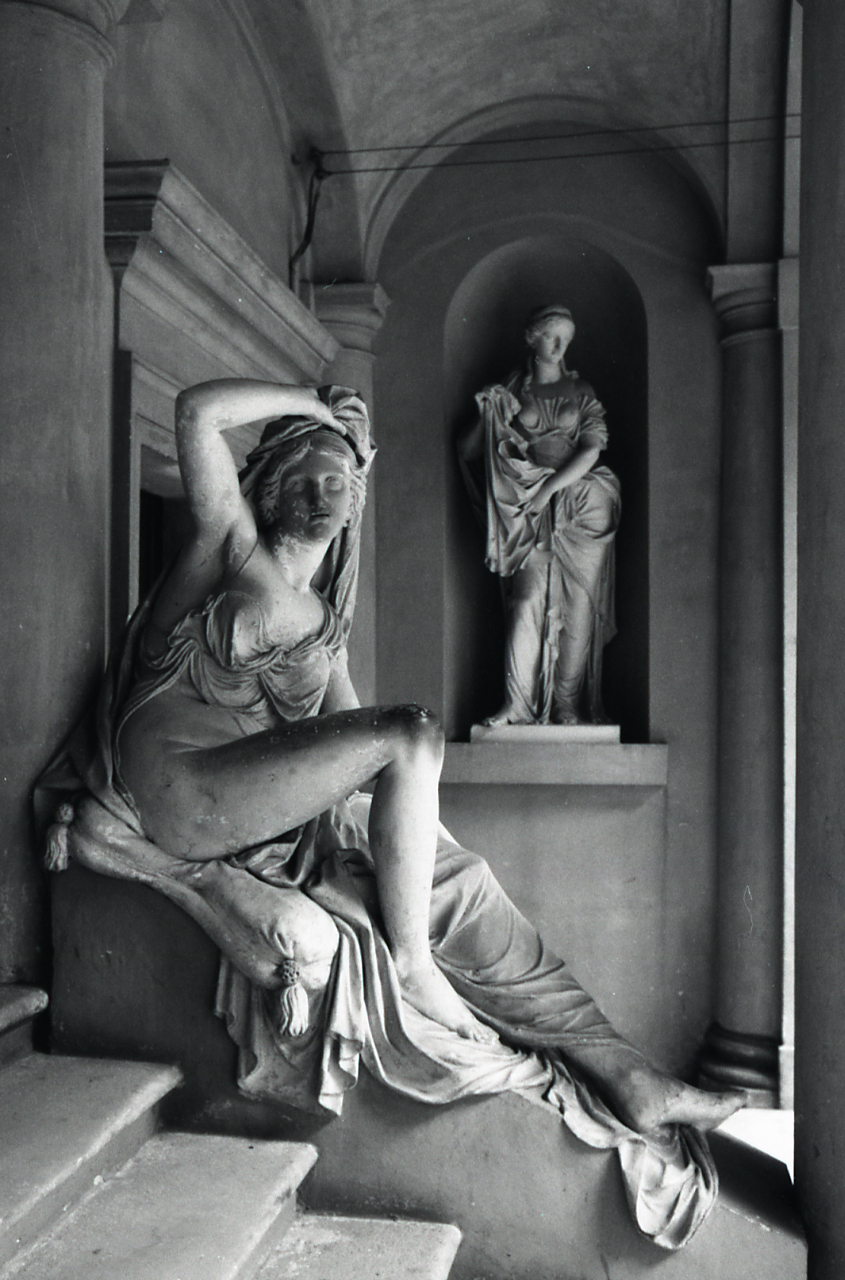
La statua di Giacomo de Maria a sinistra (Foto di Paolo Monti, 1969)
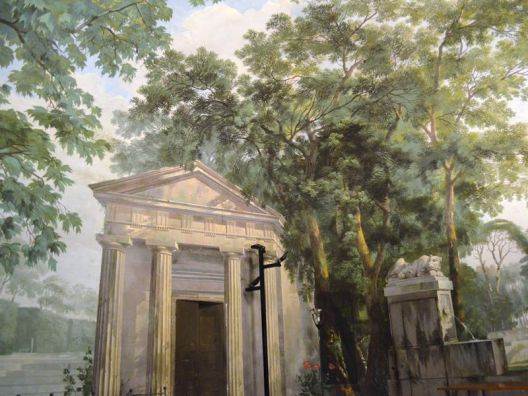
Giardino d'Inverno o sala Boschereccia
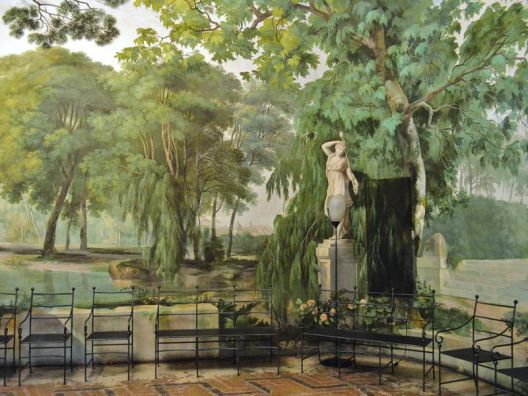
Giardino d'Inverno o sala Boschereccia
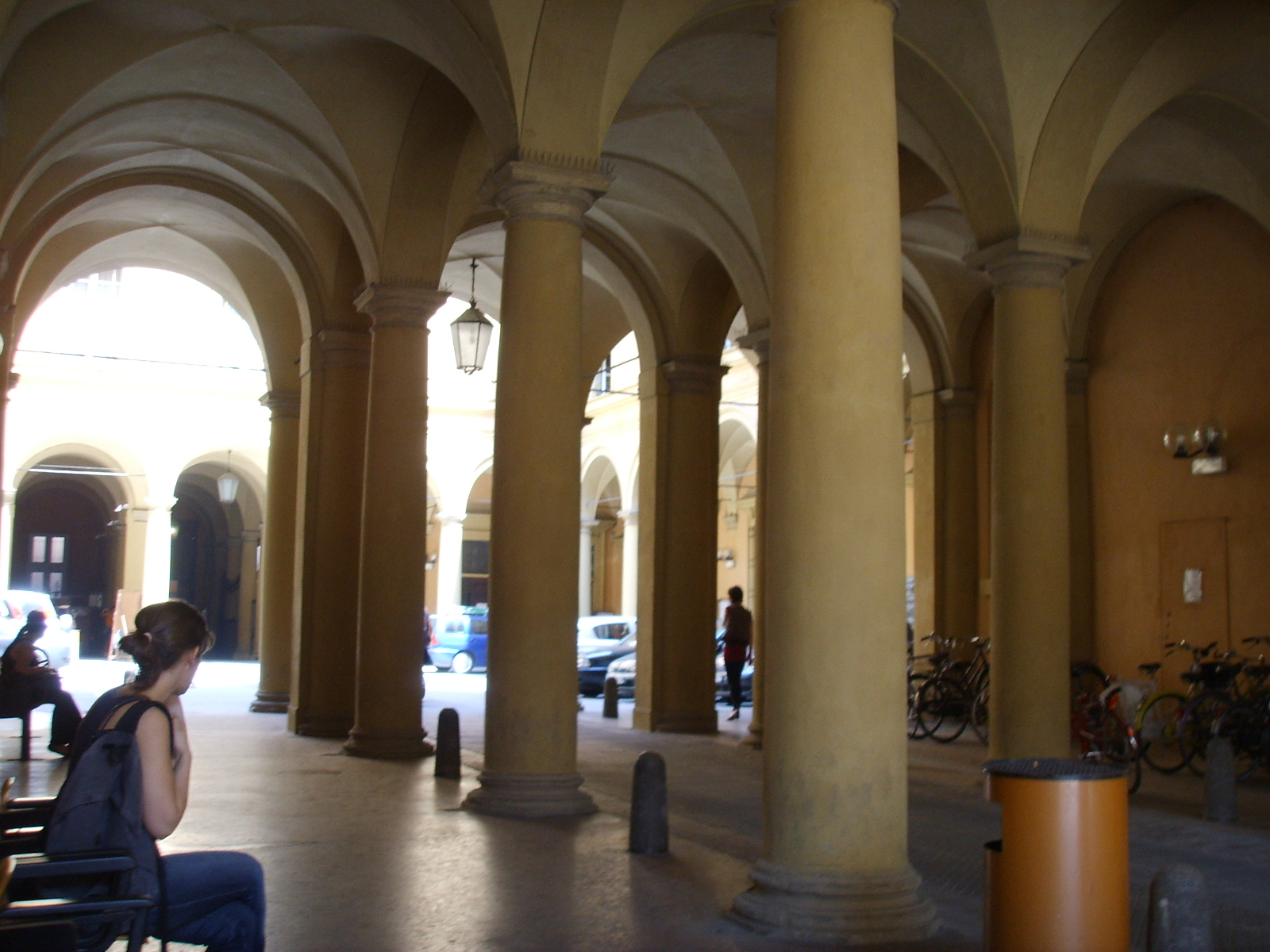
Il portico del cortile interno del palazzo